# Uitdeling van rijst
De uitdeling van rijst is een belangrijk onderdeel van het Chinese geestenfeest. Rijke private personen of instanties delen aan het eind van het geestenfeest rijst en ander voedsel uit aan de minderbedeelden van de buurt. De rijst die dan uitgedeeld wordt, wordt vredesrijst (平安米) genoemd. Voordat de uitdeling plaatsvindt, worden lange slingerhekken gebouwd om de menigte keurig in de rij staande te houden. Het geloof bestaat dat de hele familie die rijst ontvangt de voorspoed en zegen van de goden zullen krijgen. Tegenwoordig zijn het vooral bejaarden die in de rij staan om rijst en ander voedsel te krijgen.
In het verleden zijn doden gevallen doordat er mensen gingen voordringen, gingen vechten of door de menigte werd dood getrapt. Om dat te voorkomen zijn er tegenwoordig veel politie en beveiligingsmensen op de been in de buurt van de uitdeling.
Het uitdelen en sponsoren van de rijst wordt gezien als een goede daad die positieve karma schept. Vroeger werden bij bruiloften van rijkaards ook rijst uitgedeeld aan de armen van de regio.

## Hongkong
In 2005 waren er 54 instanties ter viering van het geestenfeest in Hongkong die aan het eind van het geestenfeest rijst uitdeelden aan de hulpbehoevenden. 56% vond plaats op een sport- en recreatie gebied, 20% vond plaats midden in een woonwijk, 5% vond plaats op gemeentelijke grond en 19% vond plaats op een private grondgebied